# Кремниц (приток Кронаха)
Кремниц (нем. Kremnitz) — река в Германии, протекает по Верхней Франконии (земля Бавария). Речной индекс 241446. Общая длина реки 17,63 км. Высота истока 652 м. Высота устья 356 м.
Кремниц берёт начало в окрестностях Райхенбаха, в верховьях носит название Finsterbach. В окрестностях Вильгельмсталя сливаясь с рекой Грюмпель образует реку Кронах.
Речная система реки — Кронах → Хасслах → Родах → Майн (приток Рейна) → Рейн.
Притоки:
- левые: Добер, Пфаффенбах, Тойшниц

- правые: Райхенбах, Бюргерсбах, Фибигсграбен, Эфтерсбах, Ламерсгрундграбен, Раушенбах